# التعليم في أرمينيا

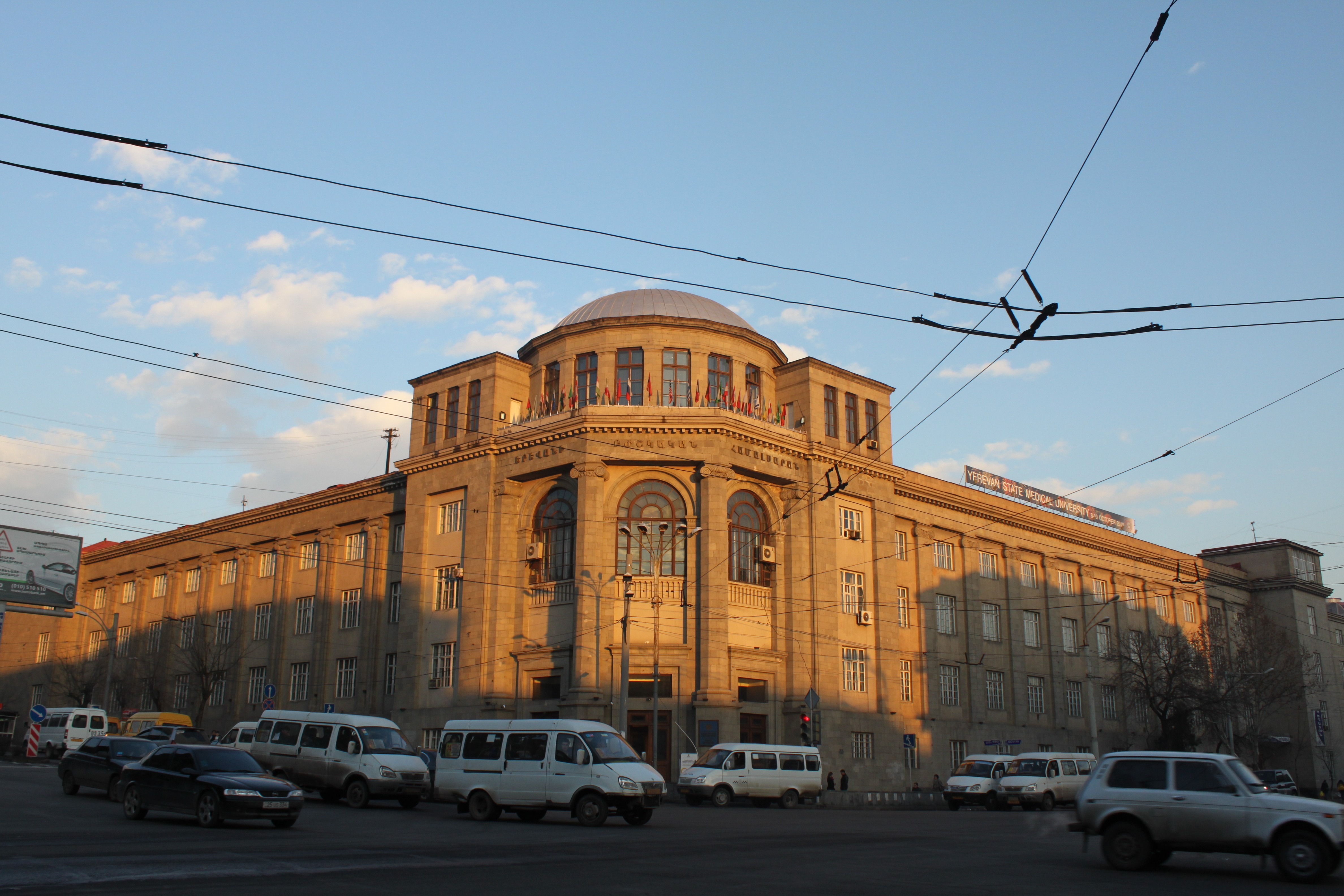
الكلية الطبية في يريفان، تمت تسمية الكلية تيمناً بمخيتار هيراتسي وهو من الأطباء المشاهير في العصور الوسطى.

في السنوات الأولى من الاستقلال، أحرزت أرمينيا تقدماً متفاوتاً في إنشاء نظم لتلبية الاحتياجات الوطنية في مجال الخدمات الاجتماعية. تطور قطاع التعليم الذي له تقدير خاص في الثقافة الأرمينية، بصورة أسرع من الخدمات الاجتماعية الأخرى حيث أن الخدمات الصحية والاجتماعية حافظت على الهيكل الأساسي الذي كانت عليه في الحقبة السوفياتية.
كان معدل محو الأمية في بداية الستينات 100%. اتبع التعليم الأرمني في الحقبة الشيوعية النموذج القياسي السوفياتي من حيث سيطرة الدولة الكاملة (من موسكو) على المناهج وطرق التدريس والتكامل الوثيق للأنشطة التعليمية مع الجوانب الأخرى للمجتمع، مثل السياسة والثقافة والاقتصاد. كما هو الحال في الحقبة السوفياتية، التعليم الابتدائي والثانوي مجاني في أرمينيا وإتمام الدراسة الثانوية إلزامي.
في العام الدراسي 1988-1989، دخل 301 طالباً من كل 10,000 المدارس الثانوية المتخصصة وهو رقم أقل بقليل من المتوسط السوفياتي. في عام 1989 أتم نحو 58% من الأرمن فوق سن الخامسة عشرة تعليمهم الثانوي ونحو 14% أتموا التعليم العالي. في السنة الدراسية 1990-1991، كانت هناك 1307 مدرسة ابتدائية وثانوية حضرها نحو 608,800 طالباً. كما ضمت المدارس الثانوية المتخصصة السبعون نحو 45,900 طالباً، بينما سجل 68,400 طالباً في المؤسسات الجامعية العشرة. بالإضافة إلى ذلك، حضر 35% من الأطفال المؤهلين دور الحضانة. في عام 1992، ضمت جامعة يريفان الحكومية وهي أكبر مؤسسة أرمينية للتعليم العالي 18 قسماً بما في ذلك العلوم الاجتماعية والعلوم والقانون. بلغ عدد أعضاء هيئة التدريس 1,300 معلماً وسجل فيها نحو 10,000 طالبا. تأسس معهد يريفان للهندسة المعمارية والمدنية في عام 1989.
في أوائل التسعينات، أجرت أرمينيا تغييرات جوهرية في النظام السوفياتي المركزي. ولأن ما لا يقل عن 98% من الطلاب في التعليم العالي هم من الأرمن، بدأت المناهج الدراسية في التأكيد على التاريخ والثقافة الأرمينية. أصبحت الأرمنية اللغة السائدة في التعليم، وأغلقت العديد من المدارس التي تدرس باللغة الروسية بحلول نهاية عام 1991. لكن اللغة الروسية كانت لا تزال تدرس على نطاق واسع كلغة ثانية.
على أساس توسيع وتطوير جامعة يريفان الحكومية، تم تشكيل عدد من مؤسسات التعليم العالي المستقلة بما في ذلك المعهد الطبي في عام 1930 والذي شكل الأساس لكلية الطب. منحت كلية الطب الحكومية في 1980 إحدى الجوائز الرئيسية للاتحاد السوفياتي السابق وهو وسام الراية الحمراء للعمل لتدريب المتخصصين المؤهلين في مجال الرعاية الصحية والخدمات الجليلة في تطوير العلوم الطبية. في عام 1989 تمت تسمية الكلية تيمناً بمخيتار هيراتسي وهو من الأطباء المشاهير في العصور الوسطى. كان مخيتار هيراتسي مؤسس المدرسة الطبية الأرمنية في قيليقية الأرمنية. لعب هيراتسي نفس الدور في العلوم الطبية الذي لعبه أبقراط في أوروبا الغربية وجالينوس في الإمبراطورية الرومانية وابن سينا في الطب العربي.
تأسس قسم الطلاب الأجانب للمغتربين الأرمن عام 1957 وجرى توسيعه لاحقاً ليضم الطلاب الأجانب. حالياً الكلية الطبية في يريفان مؤسسة طبية توافق المتطلبات الدولية، حيث تدرب طواقم طبية وليس فقط لأرمينيا وجيرانها مثل إيران وسوريا ولبنان وجورجيا ولكن أيضاً للكثير من البلدان الرائدة الأخرى في جميع أنحاء العالم. يأتي عدد كبير من الطلاب الأجانب من الهند ونيبال وسريلانكا والولايات المتحدة الأمريكية والاتحاد الروسي للدراسة جنباً إلى جنب مع الطلاب الأرمن. في الوقت الحاضر تحتل الجامعة مرتبة بين المؤسسات الطبية الشهيرة وتحتل مكاناً مشرفاً في الدليل العالمي لكليات الطب الذي نشرته منظمة الصحة العالمية.
تضم الجامعات الأخرى في أرمينيا الجامعة الأمريكية في أرمينيا ومدرسة المتفوقين الدولية في يريفان. تشمل الجامعة الأميركية في أرمينيا برامج دراسات عليا في إدارة الأعمال والقانون من بين آخرى. تدين الجامعة بوجودها لتضافر جهود حكومة أرمينيا والاتحاد العام الخيرية الأرمني والوكالة الأميركية للتنمية الدولية وجامعة كاليفورنيا. تشكل برامج الإرشاد ومكتبة الجامعة الأمريكية نقطة تركيز جديد للحياة الفكرية باللغة الإنجليزية في المدينة.
أحرزت أرمينيا المرتبة 72 في مؤشر الابتكار العالمي عام 2023، متراجعةً من المركز 64 عام 2019، ثمّ تقدّمت للمركز 63 في مؤشر عام 2024.

## مواقع خارجية
- Education in Armenia, UNICEF country profile
- Vocational Education & training in Armenia, UNESCO-UNEVOC world TVET database